# Nyírség
Le Nyírség est une région de collines de Hongrie située dans l'Est du pays et de l'Alföld. Il est entouré par la Tisza qui, venant de l'est, est forcée de le contourner par le nord jusqu'à la frontière ukrainienne.

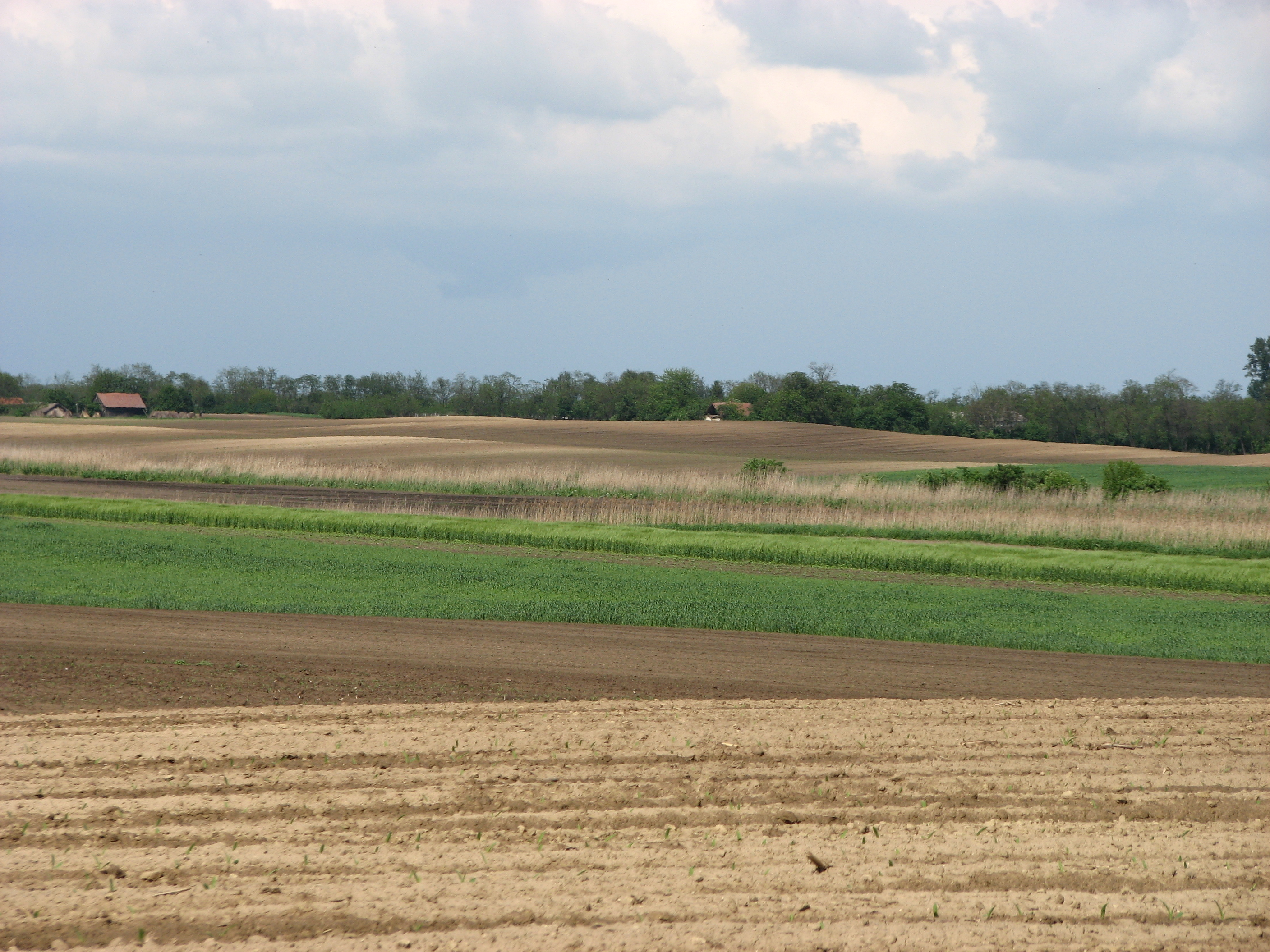
Paysage de collines sablonneuses du Nyírség.